# Abbaye Notre-Dame du Saint-Esprit
Pour les articles homonymes, voir Saint-Esprit (homonymie) et Abbaye du Saint-Esprit.
L'abbaye Notre-Dame du Saint-Esprit (Our Lady of the Holy Spirit), est une abbaye cistercienne qui se trouve aux États-Unis, à Conyers dans l'État de Géorgie. La communauté comprend en 2009 quarante-huit moines et vit de culture de bonsaïs, d'horticulture de fabrication de vitraux et divers artisanat monastique.

## Localisation

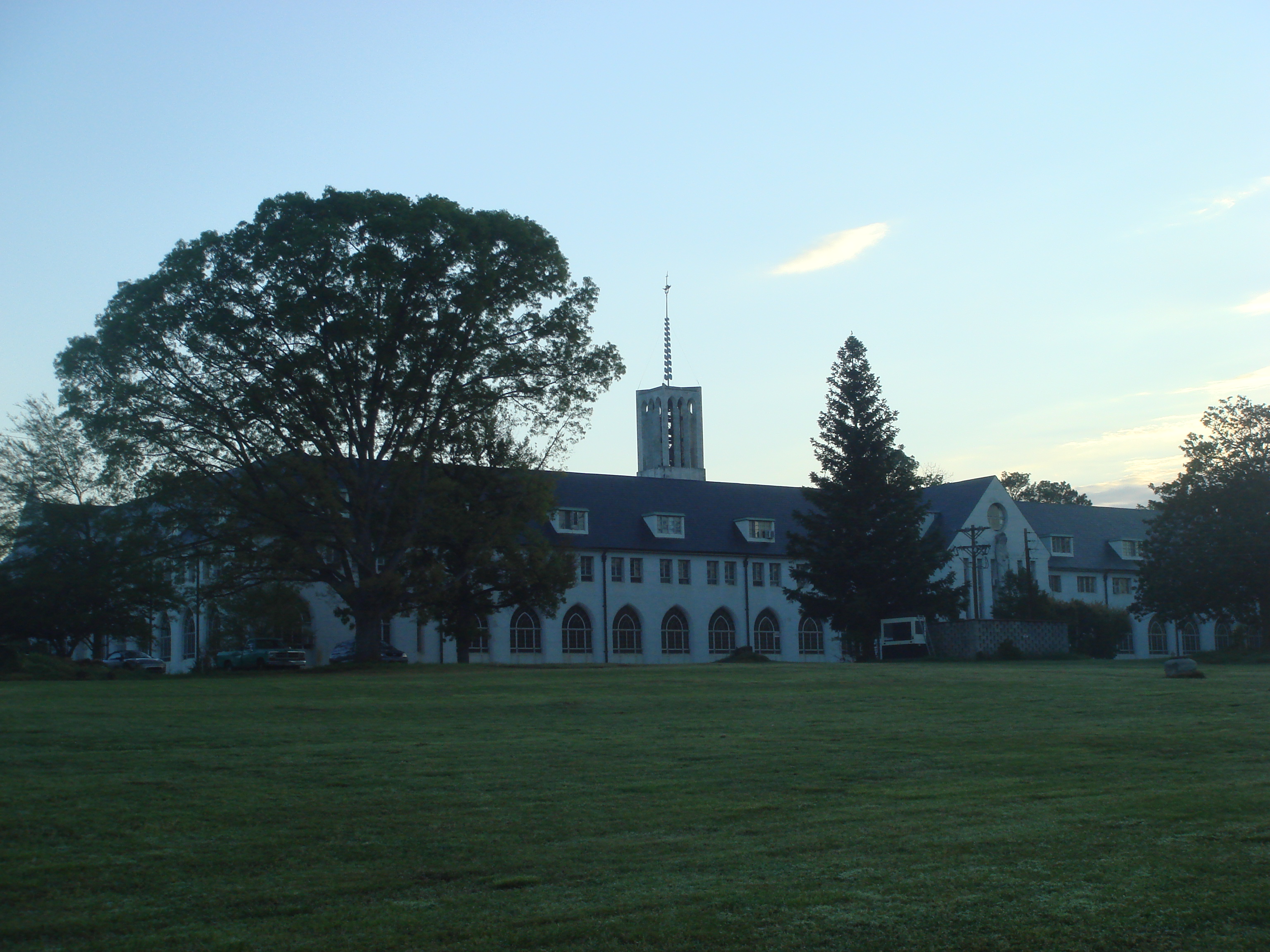
L'abbaye à la tombée de la nuit.

L'abbaye est située à environ quarante-cinq miles, soit environ 70 kilomètres, au sud-est du centre-ville Atlanta et à environ trente miles, soit cinquante kilomètres, de l'Interstate 285, dite « the Perimeter », qui constitue le périphérique autoroutier de l'agglomération.

## Histoire

### Fondation
En 1944, vingt-et-un moines trappistes quittent l'abbaye de Gethsemani, située dans le Kentucky, pour venir fonder un monastère dans une région où la présence catholique est historiquement faible. Le lieu qu'ils reçoivent est une ancienne plantation de coton nommée Honey Creek,, donnée par le magnat des médias Henry Luce et l'archidiocèse d'Atlanta.
Le statut canonique d'abbaye est accordé dès 1946. Parallèlement, le nom originel — Our Lady of the Holy Ghost — est changé en Our Lady of the Holy Spirit, ce nom correspondant mieux aux usages liturgiques,.

### Construction
Les bâtiments conventuels sont construits, par les moines eux-mêmes, entre 1944 et 1949 ; pendant la durée des travaux, les moines vivent durant cinq ans dans une grange. En ce qui concerne l'église abbatiale, sa construction dure quinze ans, soit jusqu'en 1959. Le projet initial prévoyait une copie conforme de l'abbatiale de Gethsemani, mais les moines rejettent le projet prévu par l'architecte pour se rapprocher de l'esthétique cistercienne traditionnelle,. L'abbaye du Saint-Esprit devient le premier monastère cistercien des États-Unis à être fondé par un autre monastère américain, et non européen.

### Développement
Le monastère est officiellement consacré le 8 décembre 1968. En 1969, les moines, conscients de la forte demande de séjours à l'abbaye, construisent une hôtellerie permettant l'accueil de personnes extérieures. En 2005, la grange où les fondateurs avaient résidé lors des toutes premières années, et qui servait alors d'atelier aux moines, brûle et est complètement détruite.
En 1987, l'abbaye du Saint-Esprit fonde une abbaye-fille au Venezuela, celle des Andes.
La communauté est en outre entourée d'une grande fraternité de laïcs cisterciens, qui ne se limite pas aux alentours du monastère mais s'étend notamment en Floride et comprend également des chrétiens d'Églises autres que catholique.

### Liste des abbés

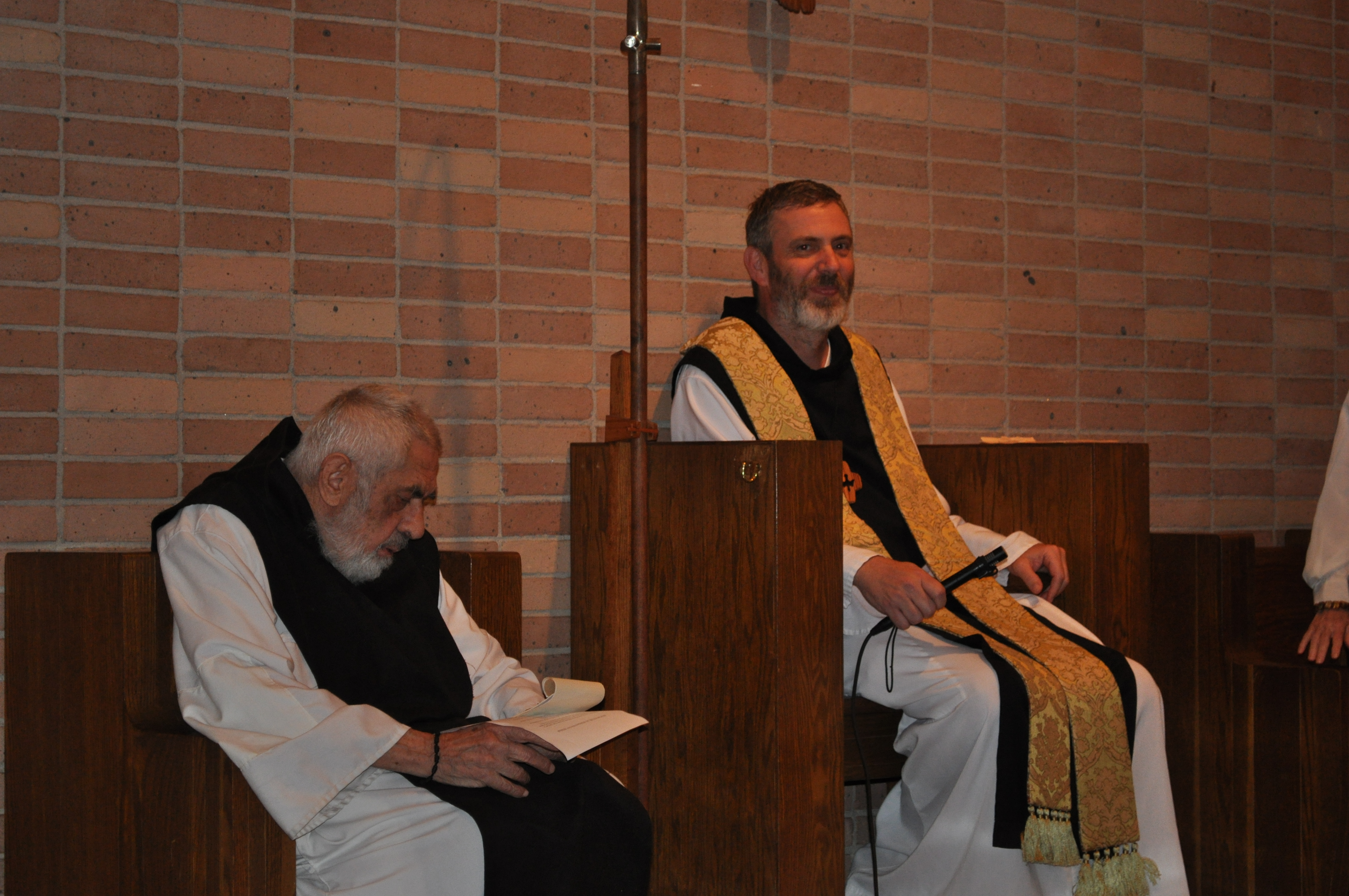
L'abbé Francis Michael (à droite) et le prieur Anthony Delisi en avril 2010.

- James Fox, supérieur du 21 mars 1944 au 18 octobre 1946, puis abbé de cette date au 20 août 1948
- Robert McGann, abbé du 18 janvier 1949 au 3 octobre 1957
- Augustine Moore, abbé du 22 octobre 1957 au 16 août 1983
- Armand Veilleux, supérieur ad nutum du 25 septembre 1983 au 14 août 1984 puis abbé de cette date  au 12 juillet 1990
- Bernard Johnson, abbé du 12 juillet 1990 au 15 juillet 2000
- Basil Pennington, abbé de 2001  au 12 mai 2002
- Anthony Delisi, supérieur ad nutum du 8 juin 2002 au [21 mai 2003
- Francis Michael Stiteler, supérieur ad nutum en 2003, puis abbé de 2004 à 2016[5]

## Vie de la communauté
Le domaine de l'abbaye s'étend sur environ 2 300 acres, soit environ neuf cent trente hectares. De vingt-et-un moines en 1944, la communauté a crû dans l'après-guerre et compte en 2020 trente-cinq religieux.
À leurs débuts à Conyers, les moines reprennent la culture du coton qui avait été mise en place avant leur arrivée. Par la suite, ils développent la culture de bonsaïs, de fleurs, la production de vitraux et de céramiques. La communauté monastique a également reçu de Flannery O'Connor, qui était proche d'eaux, plusieurs des paons qu'elle élevait,.
Centrée sur la vie de prière et de travail, la communauté cistercienne accueille cependant également de nombreuses retraites spirituelles ouvertes à tous.

## Architecture

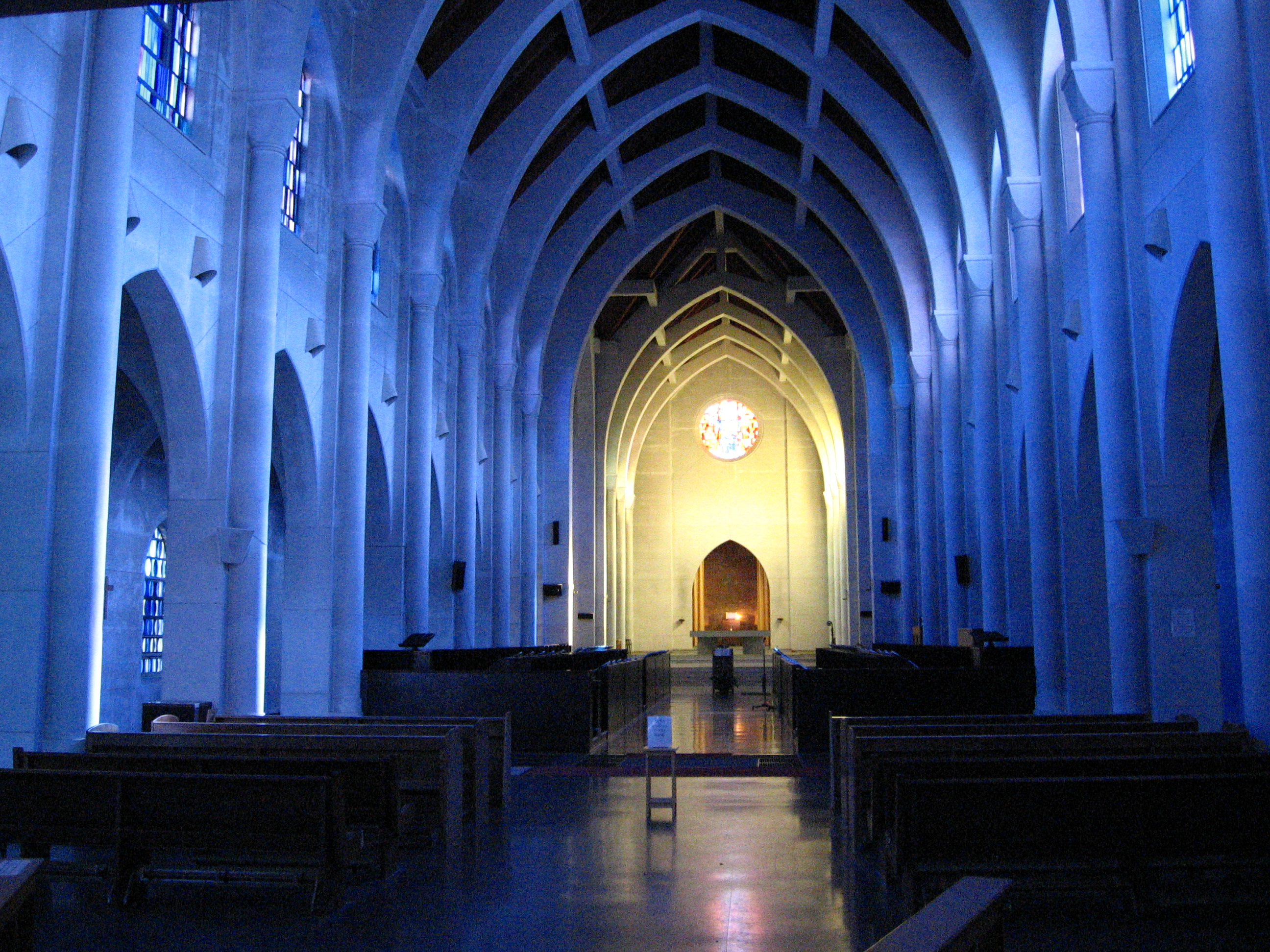
Vue de l'église abbatiale.

L'architecte Melody Harclerode ainsi que le journal local The Georgia Contractor qualifient le monastère de « Georgia’s Most Remarkable Concrete Building », soit « le plus remarquable bâtiment en béton de Géorgie »,.